# Оринбайський сільський округ
Оринба́йський сільський округ (каз. Орынбай ауылдық округі, рос. Орынбайский сельский округ) — адміністративна одиниця у складі Жанааркинського району Улитауської області Казахстану. Адміністративний центр — село Оринбай.
Населення — 480 осіб (2021; 705 у 2009, 826 у 1999, 1369 у 1989).
Станом на 1989 рік існувала Цілинна сільська рада (села Акшагат, Бідайик, Оринбай). 2007 року було ліквідоване село Акшагат. До 2020 року сільський округ називпвся Цілинним.

## Склад
До складу округу входять такі населені пункти:
| Населений пункт | Населення, осіб (1989) | Населення, осіб (1999) | Населення, осіб (2009) | Населення, осіб (2021) |
| --------------- | ---------------------- | ---------------------- | ---------------------- | ---------------------- |
| Акшагат, село   | 194                    | 85                     | -                      | -                      |
| Бідайик, село   | 178                    | 160                    | 185                    | 87                     |
| Оринбай, село   | 997                    | 581                    | 520                    | 393                    |